# Home (aflevering)
Home is de zevende aflevering van het eerste seizoen van de televisieserie Boardwalk Empire. De episode werd geregisseerd door Allen Coulter. Home werd in de Verenigde Staten voor het eerst uitgezonden op 31 oktober 2010.

## Verhaal
Nucky probeert een nieuw gezin te starten met Margaret Schroeder, maar ondertussen wordt hij geconfronteerd met zijn jeugd. Zijn vader wordt te oud om alleen te wonen en Nucky besluit het ouderlijk huis aan een vriend te geven. Het feit dat zijn vader op hem neerkijkt, maakt die beslissing alleen maar makkelijker. Terwijl hij zijn oude gezin probeert te vergeten, probeert Margaret de plaats in te nemen van Lucy. Maar de gewezen maîtresse van Nucky weigert op te geven. Ze besluiten samen naar de bioscoop te gaan, maar Nucky daagt niet op. Hij besluit eens en voor altijd een punt achter het verleden te zetten en steekt het huis van zijn vader in brand.
Ondertussen willen Arnold Rothstein en Lucky Luciano uitbreiden naar Atlantic City. Met de hulp van de jonge Meyer Lansky neemt Luciano contact op met de broers D'Alessio. Ze sluiten een deal en beloven in de toekomst samen te werken. Het casino van Nucky wordt het volgende doelwit van de broers D'Alessio.
In Chicago heeft Jimmy last van een wond die hij tijdens de Eerste Wereldoorlog heeft opgelopen. Hij kan moeilijk wandelen en brengt een bezoekje aan een ziekenhuis voor oorlogsveteranen. Daar ontmoet hij Richard Harrow, een man wiens gezicht voor de helft verminkt is. Met een ouderwetse prothese probeert hij zijn gelaat te verbergen. Jimmy ontdekt dat Richard tijdens de oorlog een sluipschutter was. Daarom geeft hij hem de succesvolle opdracht om Liam, de man die Pearl verminkte, te vermoorden.
FBI-agent Nelson Van Alden heeft ondertussen een kroongetuige gevonden voor de dodelijke overval op het dranktransport van Arnold Rothstein. De getuige vertelt hem dat Jimmy Darmody en een zekere Al de daders waren. Er lijken dus problemen op komst voor Jimmy. Bovendien is te zien dat zijn echtgenote Angela een intieme relatie heeft met de vrouw van Robert Dittrich, de fotograaf uit Atlantic City.

## Cast
- Steve Buscemi - Enoch "Nucky" Thompson
- Michael Pitt - Jimmy Darmody
- Kelly Macdonald - Margaret Schroeder
- Aleksa Palladino - Angela Darmody
- Shea Whigham - Eli Thompson
- Tom Aldredge - Vader van Nucky
- Anatol Yusef - Meyer Lansky
- Stephen Graham - Al Capone
- Vincent Piazza - Lucky Luciano
- Paz de la Huerta - Lucy Danziger
- Jack Huston - Richard Harrow
- Sean Weil - Liam
- Anthony Laciura - Eddie Kessler
- Michael Shannon - Nelson Van Alden
- Michael K. Williams - Chalky White
- Nicholas Alexander Martino - Pius D'Alessio
- Al Linea - Teo D'Alessio
- Edoardo Ballerini - Ignatius D'Alessio

## Titelverklaring
Home is de titel van de aflevering en verwijst naar Nucky, die op zoek is naar een nieuwe thuis en probeert om afstand te nemen van zijn vroegere thuis.

## Culturele verwijzingen
- Lucy gaat naar een vertoning van Dr. Jekyll and Mr. Hyde (1920).
- Tijdens Jimmy's medisch onderzoek wordt er verwezen naar de slag om Verdun, het Walter Reed Army Medical Center en de bekende psychiater Robert Woodworth.
- Jimmy leest het boek The Tin Soldier van Temple Bailey en krijgt het boek Tom Swift and His Undersea Search van schrijver Edward Stratemeyer.
- Nucky had vroeger een handtekening van honkbalspeler Hardy Richardson in zijn bezit.